# Маркарова, Оксана Сергеевна
Окса́на Серге́евна Марка́рова (укр. Оксана Сергіївна Маркарова; род. 28 октября 1976, Ровно) — украинский государственный деятель в области финансов и дипломатии. С 25 февраля 2021 года — чрезвычайный и полномочный посол Украины в США. С 5 июля 2023 года — чрезвычайный и полномочный посол Украины в Антигуа и Барбуде по совместительству. 
Министр финансов Украины с 22 ноября 2018 по 4 марта 2020 года в кабинетах Владимира Гройсмана и Алексея Гончарука. Член СНБО (с 31 мая 2019 по 4 марта 2020). Полный кавалер ордена княгини Ольги. 

## Биография
Родилась в армяно-украинской семье. Своё первое образование получила в Киево-Могилянской Академии, где стала магистром экологических наук. Затем училась в Индианском университете в Блумингтоне, США, там же получила степень магистра в области международных публичных финансов и торговли.
С 1998 по 1999 год и с 2001 по 2003 год занимала должности советника по экономической политике и менеджера по внешним и корпоративным связям в американском фонде прямых инвестиций Western NIS Enterprise Fund (теперь в управлении Horizon Capital), а в 2000 году проходила практику во Всемирном банке.
В 2003 году возглавила инвестиционную группу ITT, главой наблюдательного совета которой был Сергей Мишенко, где работала до 2014 года.
С марта 2015 по апрель 2016 года занимала должность заместителя министра — руководителя аппарата Министерства финансов Украины.
29 апреля 2016 года в новом правительстве была назначена на должность первого заместителя министра финансов Украины.
8 июня 2018 года, в связи с увольнением Александра Данилюка, была назначена исполняющей обязанности министра финансов Украины.
22 ноября 2018 года была утверждена на должности министра финансов Украины. Сохранила свою должность в правительстве Алексея Гончарука.
4 марта 2020 года постановлением Верховной рады была отправлена в отставку вместе с большей частью правительства.
25 февраля 2021 года президент Владимир Зеленский назначил Оксану Маркарову чрезвычайным и полномочным послом Украины в США.
5 июля 2023 года назначена чрезвычайным и полномочным послом Украины в Антигуа и Барбуде по совместительству.
В 2021 году Оксана Маркарова вошла в топ-100 успешных женщин Украины по версии журнала «Новое время».

## Личная жизнь
Замужем. Муж — банкир и бизнесмен Даниил Волынец. В семье четверо детей.

## Награды
- Орден княгини Ольги I степени (20 июля 2025) — за весомый личный вклад в развитие межгосударственного сотрудничества, консолидацию международной поддержки суверенитета и территориальной целостности Украины, плодотворную дипломатическую деятельность и высокий профессионализм[15].
- Орден княгини Ольги II степени (20 декабря 2024) — за весомый личный вклад в развитие межгосударственного сотрудничества, плодотворную дипломатическую деятельность и высокий профессионализм[16]
- Орден княгини Ольги III степени (28 декабря 2022) — за весомый личный вклад в развитие межгосударственного сотрудничества, плодотворную дипломатическую деятельность и высокий профессионализм[17]
- Кавалер ордена «За заслуги» (2020, Франция)[18]